# Kathryn Hess

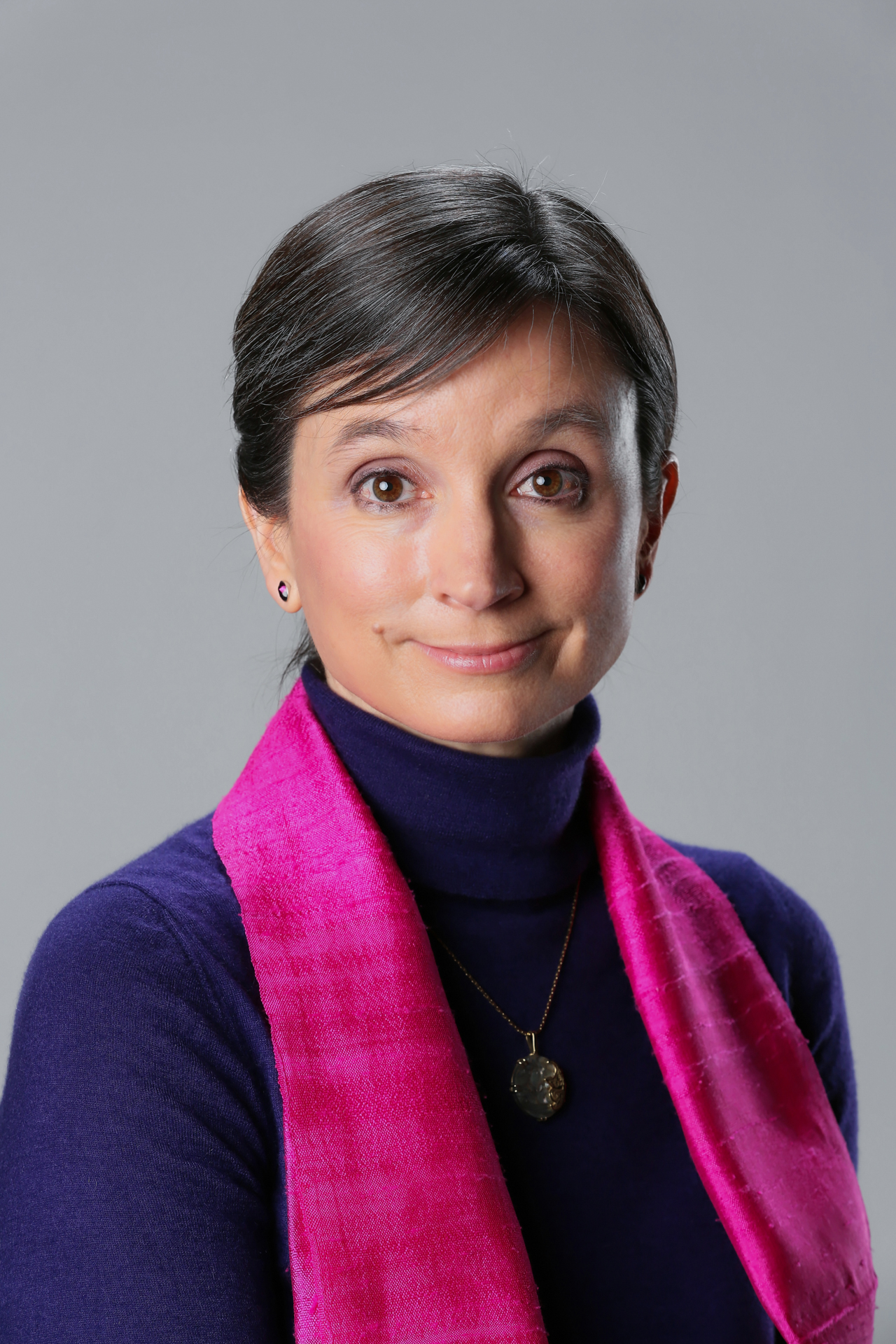
Kathryn Hess, 2015

Kathryn Pamela Hess (* 21. September 1967 in Bryn Mawr, Pennsylvania) ist eine amerikanische Mathematikerin und Hochschullehrerin.

## Leben
Kathryn Hess wurde ab 1979 durch das Mathematical Talent Development Project (MTDP) und das Association for High Potential Children gefördert, beide durch ihre Eltern  gegründet. Hess erwarb 1985 einen BSc (Hons) in Mathematik an der University of Wisconsin–Madison. Sie wurde 1989 am Massachusetts Institute of Technology unter der Leitung von David Jay Anick promoviert mit der Dissertation A Proof of Ganea's Conjecture for Rational Spaces.
Hess ist seit 1999 als Professorin für Mathematik an der École Polytechnique Fédérale de Lausanne (EPFL) tätig. Sie ist bekannt für ihre Arbeit über die Homotopie-Theorie, Kategorientheorie und Algebraische Topologie, sowohl für reine als auch angewandte Mathematik. Insbesondere wendet sie Methoden der algebraischen Topologie für Studien über Neurologie, krebsbezogene Biologie und Materialwissenschaft an.

## Forschung und Lehre
Hess arbeitet und schreibt von Themen der Algebraische Topologie einschließlich der Homotopie, Modellkategorie und Algebraischen K-Theorie. Sie verwendet auch Methoden der algebraischen Topologie und Kategorientheorie, um homotopische Generalisation der Descent Theorie und Hopf-Galois-Erweiterungen zu untersuchen. Im Genaueren erforscht sie Generalisation dieser Strukturen für das Ringspektrum und differenzielle graduierte Algebra. Neuerdings verwendet sie algebraische Topologie, um Strukturen der Neurologie und Materialwissenschaften nachzuvollziehen.

## Auszeichnungen und Ehrungen
- 2005: Agepoly Preis als beste Lehrkraft in der Basic Sciences Faculty

- 2012: Credit Suisse Preis als beste EPFL Lehrkraft
- 2013: Polysphere dʼOr Agepoly Preis als beste Lehrkraft an der EPFL
- 2016: Einzelmitglied der Schweizerische Akademie der Technischen Wissenschaften
- 2017: Ernennung zum Mitglied der American Mathematical Society
- 2017: Preis als ausgezeichnete Dozentin der European Mathematical Society